# سیارک ۹۷۱۲
سیارک ۹۷۱۲ (به انگلیسی: 9712 Nauplius، نامگذاری:1973SO1) نه هزار و هفتصد و دوازدهمین سیارک کشف شده‌است که در ۱۹ سپتامبر ۱۹۷۳ کشف شد.
قدر مطلق سیارک برابر ۱۰٫۸۰ است.